# Cercospora ligustrina
Cercospora ligustrina är en svampart som beskrevs av Boerema 1962. Cercospora ligustrina ingår i släktet Cercospora och familjen Mycosphaerellaceae.   Inga underarter finns listade i Catalogue of Life.